# Семь святых мучеников Маккавеев
Сюжет мученичества женщины и семи её сыновей, пострадавших в 166 году до н. э. или 167 году до н. э. вскоре после начала религиозных гонений на евреев со стороны сирийского царя Антиоха Эпифана, описывается в Библии во Второй книге Маккавейской (2Мак. 6:18 — 7:42), а также в Четвёртой книге Маккавейской, которая в библейский канон не входит. Антиох Епифан, проводя политику эллинизации населения, ввёл в Иерусалиме и всей Иудее греческие языческие обычаи. Он осквернил Иерусалимский храм, поставив в него статую Зевса Олимпийского, к поклонению которому принуждал иудеев.
В иудейской традиции сюжет известен как Ханна и семеро сыновей. В иудаизме гибель Ханны и её сыновей рассматривается как мученическая смерть за веру, разновидность Киддуш ха-Шем, освящения Божьего Имени.
В православной традиции известны как семь святых мучеников Маккавеев: Ави́м, Антони́н, Гу́рий, Елеаза́р, Евсево́н, Али́м и Марке́лл (др.-греч. Ἀβεὶµ, Ἀντώνιος, Γουρίας, Ἐλεάζαρος, Εὐσεβώνας, Ἀχείµ, Μάρκελλος), а также мать их Соломони́я (др.-греч. Σολοµονὴ) и учитель их Елеаза́р.
Семь святых мучеников Маккавеев вместе с их матерью почитаются Римско-католической церковью и Православной церковью в лике мучеников, память совершается 14 августа по григорианскому календарю (1 августа по юлианскому календарю).
В христианстве их мученичество рассматривается в качестве прообраза грядущего христианского мученичества. В христианской антиохийской традиции считается, что их останки захоронены на месте расположения синагоги, позднее превращённой в церковь, в квартале Кератейон в Антиохии, посредством чего появилась версия, что описанные события произошли не в Иерусалиме, а в Антиохии. Сюжет о мучениках положен в основу ряда легендарных сведений о месте захоронения их останков; вдохновил многочисленные стихотворные, драматические и живописные произведения.

## Иудаизм

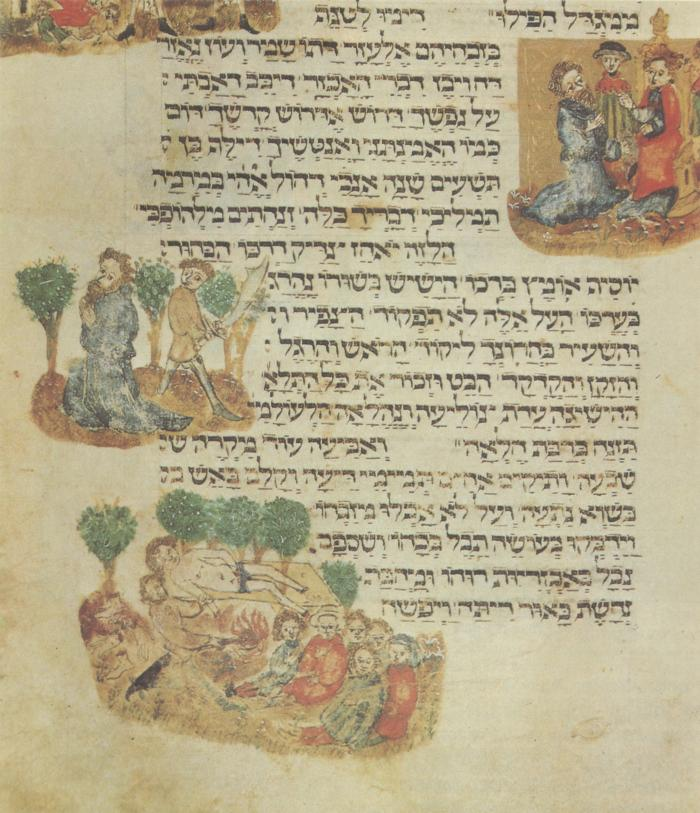
Сюжет о Ханне, семерых её сыновей и первосвященнике Эльазаре. Рукопись, содержащая ханукальные пиюты, Германия, XVI век

Когда начались гонения, были схвачены женщина и семеро её сыновей, которым приказали есть свинину, чтобы они доказали свою лояльность царю. Ободряемые матерью, братья отказались от участия в трапезе, за что были подвергнуты страшным пыткам и казнены, согласно Аггаде, на глазах своей матери.
Царь предложил женщине сохранить жизнь младшему сыну, заставив его подчиняться, однако она потребовала от сына поступить так же, как старшие братья. В источниках существуют различия в том, как умерла сама женщина. Согласно Четвёртой книге Маккавев, она вошла в огонь. Мидраш говорит, что она лишилась рассудка и кинулась с крыши. По версии книги Иосиппон, пала замертво на тела своих детей.

## Христианство
Девяностолетний старец — законоучитель Елеазар, который за приверженность к Моисееву закону был судим, с твёрдостью пошёл на мучения и скончался в Иерусалиме. Такое же мужество показали ученики святого Елеазара: семь братьев Маккавеев и их мать Соломония. Они были судимы в Антиохии царём Антиохом Епифаном, где, бесстрашно признав себя последователями Бога Истинного, отказались принести жертву языческим богам. Старший из отроков, дававший первым ответ царю от имени всех семи братьев, был предан ужасным истязаниям на глазах у остальных братьев и их матери; остальные пять братьев один за другим претерпели те же мучения. Остался седьмой брат, самый младший. Антиох предложил святой Соломонии склонить отрока к отречению, чтобы ей остался хоть последний сын, но мужественная мать укрепляла и его в исповедании Истинного Бога. Отрок решительно отклонил ласкательства царя и так же твёрдо перенёс муки, как и его старшие братья.
После смерти всех детей святая Соломония, стоя над их телами, воздела руки с благодарной молитвой Богу и скончалась. Подвиг святых семи братьев Маккавеев воодушевил Иуду Маккавея, и он поднял восстание против Антиоха Епифана и, одержав победу, очистил Иерусалимский храм от идолов.
Мощи семи святых мучеников Маккавеев хранятся в базилике апостола Андрея в Кёльне (Германия) и в крипте церкви Сан-Пьетро-ин-Винколи в Риме. Мощи Соломонии — в стамбульском Соборе Святого Георгия.
У святителя Григория Богослова есть «Слово» на память братьев Маккавеев.

## Текстология и происхождение сюжета
Эта часть Библии рассматривается как фольклорное отражение трагических событий гонений со стороны Антиоха Эпифана. Сюжет в совокупности с рассказом о мученической кончине престарелого священника Елеазар (2Мак. 6:18—31) составила основу Четвёртой книге Маккавев.
Иосиппон, опираясь на Четвёртую книгу Маккавев, относит рассказ к эпохе Антиоха, однако раввинистическая литература история помещает его в контекст гонений со стороны Адриана в начале II века н. э. (Гит. 57б и др.). Иосиппон и трактат Гиттин не называют имени женщины. Другие раввинистические тексты именуют её Мирьям бат Танхум. Сирийские христианские произведения — Шамона или Марьям. В результате ассоциации с 1Цар. 2:5 в тексте испанской версии Иосиппона (Стамбул, 1510) читается имя Ханна. Эта версия Иосиппона, более пространная, получила широкое распространение, на ней были основаны средневековые пиюты на языках иврите, арабском и еврейско-персидском. В итоге в традиции иудаизма получило известность имя Ханна. Краткая версия Иосиппона и основанная на ней литература оставляют мучеников безымянными.